# Vykonatelnost
Vykonatelnost je procesní institut, vlastnost soudního nebo správního rozhodnutí spočívající v jeho vynutitelnosti, především státní mocí, pokud nebude splněno dobrovolně. Vykonatelnost se většinou pojí s právem určitého plnění, především peněžitého, kdy ten, komu takové právo svědčí, může v případě neplnění ze strany povinného navrhnout k jeho vymožení nařízení exekuce.
Vykonatelné rozhodnutí zde funguje jako exekuční titul. Existují však i vykonatelná rozhodnutí, která právo určitého plnění nestanoví (například rozsudky o osobním stavu v občanském soudním řízení), a která jsou vykonatelná okamžikem nabytí právní moci. Takový způsob vykonatelnosti znamená, že od určitého okamžiku existuje právní povinnost se jimi řídit. Institut vykonatelnosti je však od institutu právní moci rozdílný, neboť jsou nejen možná, ale i velmi častá pravomocná rozhodnutí, která zatím vykonatelná nejsou. V těchto případech totiž ještě neuplynula rozhodnutím nebo zákonem stanovená lhůta k plnění.
Naopak také existují rozhodnutí předběžně vykonatelná (zejména rozsudky o výživném nebo procesní usnesení ve správním řízení), která lze nuceně vymoci, ačkoli ještě právní moci nenabyla.

## Formální a materiální vykonatelnost
Vykonatelnost lze rozlišovat na formální a materiální, přičemž aby mohlo být dané rozhodnutí nuceně vykonáno, musí být splněny obě zároveň. Formálně je rozhodnutí vykonatelné tehdy, pokud byly při jeho vydání splněny všechny zákonné podmínky. Tedy bylo vydáno zákonem předpokládané rozhodnutí, např. rozsudek, a toto rozhodnutí má všechny zákonem požadované náležitosti, jako je záhlaví, výrok, datum vydání apod. Navíc musí být v případě jeho exekučního uplatnění opatřeno doložkou vykonatelnosti, tu vyznačí ten orgán, který rozhodnutí vydal.
Materiálně vykonatelná jsou ta rozhodnutí, která lze opravdu reálně vymoci. Musí být přesně označena osoba k vynucovanému plnění oprávněná a osoba k témuž povinná, aby nemohlo dojít k jejich záměně, dále výrok ukládající danou povinnost musí být zcela určitý, aby bylo jisté, komu má kdo co a do kdy plnit, a v neposlední řadě přiznané plnění musí být také skutečně možné. Například povinnost na zaplacení jisté částky v neexistující měně by materiálně vykonatelná nebyla.

## Odložení vykonatelnosti
V případě uplatnění mimořádného opravného prostředku proti pravomocnému rozhodnutí lze někdy požádat o odložení vykonatelnosti tohoto rozhodnutí. Pokud je žádosti vyhověno, nelze napadené rozhodnutí nuceně vymoci, dokud není o daném mimořádném opravném prostředku rozhodnuto.